# The Ex List
The Ex List è una serie televisiva statunitense prodotta nel 2008. Lo show è basato sulla serie TV israeliana The Mythological X.
The Ex List è stata trasmessa in prima visione negli Stati Uniti da CBS dal 3 ottobre 2008, ma è stata sospesa dal network dopo soli 4 episodi per via dei bassi ascolti, lasciando così inediti i rimanenti 9 episodi. In Italia è stata trasmessa nel 2010, in prima visione satellitare da Fox Life e sul digitale terrestre da Cielo.

## Trama
Bella è una proprietaria di un negozio di fiori a San Diego. La sera dell'addio al nubilato della sorella, si fa leggere la mano da una veggente: scopre così che il suo futuro marito sarà un uomo con il quale lei ha già avuto una relazione, ma anche che se non si sposerà entro un anno con quest'ultimo, rimarrà per sempre zitella. Purtroppo nella vita sentimentale di Bella ci sono stati molti uomini, quindi la ragazza inizia subito la ricerca di qualcosa che possa farle capire quale sia il suo futuro marito, e parte a reincontrare tutti i suoi ex che non vedeva da tempo.

## Episodi
| Stagione       | Episodi | Prima TV originale | Prima TV Italia |
| -------------- | ------- | ------------------ | --------------- |
| Prima stagione | 13      | 2008               | 2010            |